# Інноваційний бізнес-інкубатор
Інноваційний бізнес-інкубатор — спеціалізований бізнес-інкубатор, у якому створенні умови для розроблення і застосування суб’єктами малого та середнього підприємництва інноваційних технологій.
Інноваці́йний це́нтр  (англ. innovation center) — Типова назва бізнес-інкубатора, часто використовується в сполученні з терміном «технологічний центр». Використання цього терміна вказує на орієнтацію на нові, інноваційні, але не обов'язково технологічні компанії (наприклад, центр по зв'язках із громадськістю/рекламі). У зарубіжній практиці поняття "інноваційний центр" використовують як узагальнююче визначення потужної інноваційної структури. До цієї групи належать:
- регіональні науково-технологічні центри (РНТЦ);
- центри передових технологій;
- технологічні парки (науковий, промисловий, технологічний, інноваційний, бізнес-парк і та ін.);
- технополіси тощо.[2]